# Varvara Zelenskaïa
Pour les articles homonymes, voir Zelenskaïa.
Varvara Vladimirovna Zelenskaïa (en russe : Варвара Владимировна Зеленская), née le 5 octobre 1972 à Petropavlovsk ( Russie), était une skieuse alpine russe.

## Palmarès

### Coupe du monde
- Meilleur classement au général : 10e en 1997.
- 4 victoires en course (4 en descente).

#### Saison par saison
- Coupe du monde 1996 :
  - Descente : 1 victoire (Narvik en Norvège)
- Coupe du monde 1997 :
  - Descente : 3 victoires (Laax en Suisse, Happo One × 2 au Japon)

### Arlberg-Kandahar
- Meilleur résultat : 6e place dans la descente 1993-94 à Sankt Anton